# دانييل كروز
دانييل كروز (بالإسبانية: Daniel Cruz)‏ (9 مايو 1981 كالي كولومبيا - ) هو لاعب كرة قدم كولومبي يلعب كلاعب وسط.

## روابط خارجية
- دانييل كروز على موقع الدوري الأمريكي (الإنجليزية)
- دانييل كروز على موقع قاعدة بيانات كرة القدم.إي يو (الإنجليزية)
- دانييل كروز على موقع Soccerway.com (الإنجليزية)
- دانييل كروز على موقع عالم كرة القدم.نت (الإنجليزية)